# AN/APG-83
AN/APG-83 Scalable Agile Beam Radar (SABR)은 F-16 전투기의 AESA 레이더이다.

## 역사
2013년 공개입찰에서, 록히드 마틴은 노스롭 그루먼의 SABR를 미국 공군, 대만 공군의 F-16 전투기 AESA 레이더로 선택했다.
F-22의 AN/APG-77, F-35의 AN/APG-81에서 파생되었다. 구조, 전파출력, 냉각기를 그대로 쓴다. F-35의 AN/APG-81은 F-22의 AN/APG-77을 참고로 하고, F-16E/F AN/APG-80 AESA 레이더의 대지 공격 능력과 함께 전자전 기능을 추가한 것이다.
20 GHz 대역의 주파수를 사용하며, 레이더 탐지거리는 370 km이다.
2018년, 한국의 KF-16 전투기 전량에 1조 8390억 원을 들여서 SABR 레이더를 장착했다. 예전보다 레이더 탐지거리가 2배 늘어났다.
2018년, 노스롭 그루먼은 AN/APG-83을 F-18에 장착했다. B-1B 전략폭격기에도 장착할 계획이다.
2020년 9월, 미 주 방위 공군은 능동 전자 스캔 어레이 (AESA) 레이더에 대한 FOC (Full Operational Capability) 준비 상태를 충족했다고 밝혔다. "SABR을 사용하면 F-16 조종사가 위협 범위 외부에서 더 많은 수의 위협을 더 빠르고 더 빠르게 탐지, 추적, 식별 및 타겟팅 할 수 있다."며, "5세대기인 F-35,F-22의 AESA 레이더의 검증 된 하드웨어 및 고급 작동 모드를 통합한다."고도 밝혔다.

## 제원
- 이름 : AN/APG-83, SABR
- 개발국가 :  미국
- 개발업체 : 노스롭 그루먼
- 개발목적 : 주 방위 공군용 전투기인 F-16의 현대화 사업을 위함
- 종류 : AESA 레이다
- 레이더 탐지거리 : (서방국가의 소형 전투기가 표적일 시) 180km
- 모듈 : T/R 1,000개 소자